# Hypocreopsis amplectens
Hypocreopsis amplectens (englisch Tea-tree Fingers) ist eine Pilzart aus der Familie der Krustenkugelpilzverwandten, die an den Stämmen von Bäumen und Sträuchern Stromata bildet. Die Art wurde erst 1992 in Nyora (South Gippsland Shire, Victoria (Australien)) bei einer Kartierung von Gefäßpflanzen entdeckt.

## Beschreibung
Mit Funden an toten und lebenden Ästen von Leptospermum (englisch tea-tree), Melaleuca (englisch paperbark) und Banksia an Küstenstandorten in Victoria, die längere Zeit von Bränden verschont blieben, bildet die steif strukturierte, braune, irregulär geformte Art eine aufgerichtete Masse, die tote Äste mit hellbraunen fingerartigen Lappen umschlingt.
Am häufigsten  ist H. amplectens auf toten Ästen von Leptospermum continentale (englisch prickly tea-tree), L. myrsinoides (englisch silky tea-tree), Banksia marginata (englisch silver banksia) und neuerdings auch von Kunzea leptospermoides (englisch Yarra Burgan) zu finden. Der Pilz wurde auch an lebenden wie toten Exemplaren von Melaleuca squarrosa (englisch scented paperbark) gefunden. Seine direkten Substrate sind ein Borstenscheibling (Hymenochaete spec., englisch Brown Paint Fungus) und wahrscheinlich ein Pilz der Gattung Phellinus.
Der Fruchtkörper ist bis zu 60 mm lang, die einzelnen Lappen bis zu 10 mm breit. Er umklammert sein Substrat. Der Pilz ist braun, die Spitzen der einzelnen Lappen sind heller gelblich-braun. Ältere Exemplare haben oft weiße, wie bestäubt aussehende Flecken.

## Verbreitung und Schutz
Hypocreopsis amplectens wurde 1983 (damals als „möglicherweise neue Art“) im Arthur’s-Pass-Nationalpark in der Region Canterbury auf der Südinsel Neuseelands und 1992 in Nyora, Victoria (Australien), Australien bei einer Kartierung von Gefäßpflanzen entdeckt. Der Pilz wurde vorher als Hypocreopsis spec. und Hypocreopsis spec. ‘Nyora’ in der australischen Literatur geführt. In Victoria wurde H. amplectens nach dem Victorian Flora and Fauna Guarantee Act 1988 als „gefährdet“ eingestuft, und das Adams Creek Conservation Reserve westlich von Nyora wurde teilweise aufgrund seines Vorkommens dort eingerichtet.
Aktuelle Bestrebungen, die Beschreibung von Hypocreopsis amplectens zu verbreiten (einschließlich eines kleinen Feldführers) führten 2017 zu einer vierten Fundstelle im Yarra Valley in Victoria durch die Pilz-Arbeitsgruppe des Victorian Field Naturalists Club. Diese neue Population besaß die größte Zahl einzelner Fruchtkörper, die auf Kunzea leptospermoides (englisch Yarra Burgan) gefunden wurde. Seit 2016 wurden die Populationen am Adams Creek und in den Grantville Nature Conservation Reserves wiederholt aufgesucht und kleine Individuenzahlen bestätigt, die Kontrollen am Original-Fundort in Greens Bush auf der Mornington Peninsula brachten jedoch keine Ergebnisse.
Beobachtungen auf der Basis von Fotos belegen, dass die Art 2006 im Hamner Forest Park (Region Canterbury auf der Südinsel Neuseelands) und 2015 im New England National Park (New South Wales, Australien) vorkam. Trotz eines seit 2005 vorhandenen Informationssystems über Hypocreopsis amplectens gibt es seit 2016 nur an drei von fünf Fundorten in Australien und an zwei Orten in Neuseeland Nachweise, was den seltenen Pilz zu einem Kandidaten für die Rote Liste Australiens macht.
Im Jahr 2021 wurde über einen weiteren Fund auf French Island, einige Kilometer von der Mornington-Halbinsel entfernt im Südosten Australiens, berichtet. Offenbar ist dort sogar das größte Refugium der Spezies.